# Alfredo Mayo
Pour les articles homonymes, voir Mayo.
Ne doit pas être confondu avec Alfredo F. Mayo.
Alfredo Fernández Martínez, dit Alfredo Mayo, né à Barcelone le 17 mai 1911 et mort à Palma de Majorque le 19 mai 1985, est un acteur espagnol.

## Biographie

### Liens familiaux
Alfredo Mayo est l'oncle du directeur de la photographie Alfredo F. Mayo.

## Filmographie

### Télévision

#### Séries télévisées
- 1985 : Goya (mini-série) : Conde de Floridablanca
- 1985 : La huella del crimen (saison 1, épisode 3 : El caso del procurador enamorado) : Padre de Carmen
- 1983 : El mayorazgo de Labraz (mini-série) : Predicador
  - (saison 1, épisode 1 : Los viajeros)
  - (saison 1, épisode 2 : Don Ramiro)
  - (saison 1, épisode 3 : El sacrilegio)
  - (saison 1, épisode 4 : Marina)
- 1983 : Las pícaras (épisode : La hija de Celestina) :
- 1983 : Bearn o la sala de las muñecas : Vicario
- 1982 : Hablamos esta noche : Padre
- 1982 : Cristóbal Colón, de oficio... descubridor : Fray Diego de Deza
- 1982 : Perdóname, amor :
- 1982 : Cecilia : général Vives
- 1982 : La máscara negra (es) (saison 1, épisode 5 : El talismán)
- 1980 : Les Chevaux du soleil : général de Bourmont
- 1980 : La Conquête du ciel (mini-série) : le commandant espagnol
- 1978 : Cañas y barro (mini-série) : Tío Palomo
- 1977 : Curro Jiménez (saison 1, épisode 11 : La mujer de negro) : rôle inconnu
- 1975 : Este señor de negro (saison 1, épisode 6 : Carola) : Agustín
- 1974 : Cuentos y leyendas (saison 3, épisode 19 : La promesa) : Blasco
- 1974 : Los pintores del Prado (saison 1, épisode 7 : Rubbens: La osadía de vivir) : rôle inconnu
- 1974 : Sergeant Berry (saison 1, épisode 3 : ... und das sanfte Biest) : Ernest Culp
- 1972 : Les Chevaux du soleil : Général de Bourmont
- 1971 - 1972 : Teatro de siempre :
  - (épisode 14 : Casa de muñecas II)
  - (épisode 118 : Madame Fimiani)
- 1971 - 1972 : Hora once :
  - (épisode 8 : Blasones y talegas)
  - (épisode 38 : El hotel azul)
- 1972 : Novela (épisode 503 : Padres e hijos)
- 1971 : Juegos para mayores (épisode 3 : Gente divertida)
- 1968 : Estudio 1 :
  - (épisode 448 : Un domingo de abril)
  - (épisode 510 : Nunca es tarde)
- 1968 : Cristóbal Colón (mini-série : saison 1, épisode 2)
- 1964 : Equipo de vuelo :
- 1963 : Escuela de maridos (épisode 23)

### Cinéma

#### Courts métrages
- 1962 : Érase una vez... Los Brincos :
- 1968 : Las malas lenguas :
- 1970 : Palabra de Rey :

#### Longs métrages
- 1935 : El ciento trece : Marcelo
- 1936 : Las tres gracias :
- 1940 : La florista de la reina :
- 1941 : Sarasate :
- 1941 : Escuadrilla : Teniente Miguel
- 1941 : ¡Harka! : Capitán Santiago Balcázar
- 1942 : El frente de los suspiros : Pablo Cañaveral
- 1942 : Un caballero famoso :
- 1942 : Malvaloca : Leonardo
- 1942 : ¡A mí la legión! : el Grajo
- 1942 : Raza : José Churruca
- 1943 : Deliciosamente tontos : Ernesto Azevedo
- 1943 : El abanderado :
- 1944 : Arribada forzosa : Esteban Montaño
- 1945 : Su última noche : Fernando
- 1945 : Afan Evu :
- 1945 : El camino de Babel : César Jiménez
- 1946 : Chantaje :
- 1946 : Audiencia pública :
- 1947 : Luis Candelas, el ladrón de Madrid :
- 1947 : Obsesión :
- 1947 : El huésped del cuarto número 13 : Duke of Gomara
- 1947 : Héroes del 95 :
- 1948 : El marqués de Salamanca : José de Salamanca
- 1948 : Amanhã Como Hoje : Miguel
- 1949 : Paz : Federico
- 1949 : El santuario no se rinde : Luis de Aracil
- 1950 : Séptima página : Paco
- 1951 : La leona de Castilla : Manrique
- 1951 : La Gitane de Grenade : Eduardo Miranda
- 1951 : María Antonia La Caramba
- 1952 : Hombre acosado : Fussot
- 1954 : Alta costura :
- 1954 : L'Alcade de Zalamea (es) : Don Álvaro
- 1955 : Sucedió en Sevilla :
- 1956 : Piedras vivas :
- 1956 : La espera :
- 1956 : Playa prohibida :
- 1956 : Suspenso en comunismo : Demetrio
- 1957 : Valencia : Gran Duque Vladimir de Rusia
- 1957 : El maestro : Principal
- 1958 : Una muchachita de Valladolid : Raimundo Aymat - el Canciller
- 1958 : Héroes del aire : Coronel rivas
- 1959 : Les Légions de Cléopâtre : Ottaviano (futur Auguste)
- 1959 : Mission in Morocco : major Selim Naruf
- 1959 : Pasos de angustia :
- 1959 : Canto para ti :
- 1959 : 15 bajo la lona : Capitán
- 1960 : Mariquita, fille de Tabarin :
- 1960 : Un paso al frente :
- 1960 : Don Lucio y el hermano pío : Casinos
- 1960 : Fontana di Trevi : Rafael Castillo
- 1960 : Un ángel tuvo la culpa : Comisario
- 1960 : Juanito (en) : colonel Cuesta
- 1960 : Robinson et le Triporteur :
- 1961 : Les cloches ont cessé de sonner (Fray Escoba) de Ramón Torrado : Don Juan de Porres
- 1961 : Opération dans l'ombre :
- 1961 : Sissi 63 (en) : Ministre
- 1961 : La Révolte des mercenaires : Marco
- 1961 : Alerta en el cielo : Colonel Gadea
- 1962 : Siempre en mi recuerdo :
- 1962 : Héros sans retour : Maire
- 1962 : Historia de una noche : Matías
- 1962 : Teresa de Jesús :
- 1963 : El secreto de Tomy :
- 1963 : Les 55 Jours de Pékin : ministre espagnol
- 1963 : Millonario por un día (es) : Don Luis
- 1963 : Los guerrilleros :
- 1964 : El señor de La Salle : Lanceroy
- 1964 : Les Terreurs de l'Ouest : Philipp
- 1964 : Casi un caballero : Eduardo Montalbán - inspecteur de police
- 1964 : Alféreces provisionales : Baquero
- 1964 : Cyrano et d'Artagnan :
- 1964 : Cerrado por asesinato :
- 1965 : 077 intrigue à Lisbonne : Losky
- 1965 : Deux Mafiosi contre Goldginger (Due mafiosi contro Goldginger) de Giorgio Simonelli
- 1965 : Opération Lotus bleu :
- 1965 : Faites vos jeux, mesdames :
- 1966 : La Chasse : Paco
- 1966 : Mission secrète pour Lemmy Logan : Morrow / Leikman
- 1966 : L'Affaire Lady Chaplin : Sir Hillary
- 1966 : Las últimas horas... : Juan de la Cierva
- 1966 : Cartes sur table : Baxter
- 1967 : Dos alas
- 1967 : Peppermint frappé : Pablo
- 1967 : Les Sentiers de la haine : Mortimer Lasky
- 1968 : El paseíllo
- 1968 : No le busques tres pies... : Mota
- 1968 : Este cura : Don Pedro
- 1968 : L'Agent américain
- 1968 : Si volvemos a vernos : Luis
- 1969 : Sur ordre du Führer : officier anglais (non crédité)
- 1969 : Los desafíos : Germán (segment 2)
- 1969 : L'Otage du IIIème Reich : Professeur van Kolstrom
- 1969 : El taxi de los conflictos : Alfredo, l'amant
- 1970 : El bosque del lobo : Don Nicolás de Valcárcel
- 1970 : Arriva Sabata... : Garfield
- 1970 : El mejor del mundo : Doctor Márquez
- 1970 : Dans les replis de la chair : André (sous le nom de "Alfredo Majo")
- 1970 : ¿Quién soy yo? : Pedro Astófano
- 1971 : La red de mi canción : Don Manuel Duval
- 1971 : Los gallos de la madrugada : Père de Paco
- 1972 : Quatre souris pour un hold-up (sous le nom de "Alfred Mayo")
- 1972 : Entre dos amores : Duc d'Agramonte
- 1972 : Marianela : D. Francisco
- 1972 : Un dólar de recompensa :
- 1972 : Cinq pour l'or de Los Quadros : Sam Madison
- 1972 : Mio caro assassino : Beniamino
- 1972 : Folie meurtrière
- 1972 : L'Appel de la forêt : juge Miller
- 1973 : La Lettre écarlate
- 1973 : Storia di karatè, pugni e fagioli : colonel Randolf Quint
- 1973 : La Cloche de l'enfer : Don Pedro
- 1973 : Volveré a nacer : Oscar
- 1973 : La llamaban La Madrina : Don Ramón
- 1973 : La Lettre écarlate : Gov. Fuller
- 1973 : La Charge des diables : général Mueller
- 1974 : Larga noche de julio : Padre de Toni
- 1974 : Doctor, me gustan las mujeres, ¿es grave? : Dr Ángel Alcántara
- 1974 : Chicas de alquiler :
- 1974 : Los caballeros del Botón de Ancla : Morales
- 1974 : La Vengeance du zombie : Dr Kessling (sous le nom de "Alfred May")
- 1974 : El calzonazos : Héctor Goizueta
- 1974 : Vera, un cuento cruel : D. Juan Manuel
- 1974 : Proceso a Jesús :
- 1974 : Vida conyugal sana : Don Alfonso
- 1977 : Estoy hecho un chaval : Don Amalio
- 1975 : Terapia al desnudo : Directeur du sanatorium
- 1976 : El chiste :
- 1976 : La espuela : Don Pedro
- 1976 : Call Girl: La vida privada de una señorita bien : Alejandro
- 1976 : El límite del amor : Ricardo
- 1976 : La amante perfecta :
- 1977 : Con uñas y dientes : Rodolfo Ortiz
- 1977 : Delirio d'amore : Aldo
- 1977 : Gusanos de seda : D. Ernesto
- 1977 : Estoy hecho un chaval : Don Amalio
- 1977 : Secretos de alcoba : Conde
- 1977 : El apolítico : Sr. Bustos
- 1977 : Pasión :
- 1977 : Un día con Sergio : Productor
- 1978 : Les Épaves du naufrage : Don Emilio
- 1978 : Oro rojo : Padre de Aurelia
- 1978 : Cabo de vara :
- 1978 : Avisa a Curro Jiménez : Don Fulgencio
- 1979 : El tahúr
- 1979 : Encuentro en el abismo : Pop
- 1979 : Violence à Manaos : Sebastián
- 1980 : Los cántabros : Lábaro, un druide
- 1981 : Quiero soñar : Alfredo
- 1981 : Patrimonio nacional : Nacho
- 1982 : Cecilia : Général Vives
- 1982 : La leyenda del tambor : Abuelo de Clussá
- 1983 : El Cid Cabreador (es) : Padre de Rodrigo
- 1983 : Mar brava : Anchoa
- 1984 : Poppers : Pablo Jordan
- 1985 : El suizo - un amour en Espagne :
- 1985 : Luces de bohemia : Marqués de Bradomín